# Magyar Vegyészeti Múzeum
A Magyar Vegyészeti Múzeum Magyarország és Közép-Európa egyetlen önálló múzeuma, melyet a kémia és a vegyipar bemutatására szántak. Az intézmény Várpalotán, a Thury-várban kapott otthont.

## Története
Várpalota a szocializmus idején a nehézipar és a vegyipar egyik központja volt, hiszen területén állt az inotai November 7. Hőerőmű, illetve ekkor még a városhoz tartozott a Péti Nitrogénművek is. Emiatt merült fel, hogy a hazai kémiai és vegyészeti emlékeket célszerű lenne a városban elhelyezni. A múzeum megszervezése 1961-ben kezdődött, de a működését csak 1963-ban kezdte meg. A Nehézipari Minisztérium (NIM) gyűjteménye 1969-ben érkezett meg Várpalotára. Az új múzeumot az akkor még romos Thury-várban helyezték el. 1976-tól szintén a várba került a helyi Bányászattörténeti Gyűjtemény. A vár felújítása 1981-ig csúszott, a kész kiállítótereket 1986-ra fejezték be. A múzeum többek között egy közel 1500 m2-es, 7 teremből álló kiállítótérhez jutott. Az intézmény 1989-től mint a Nehézipari Kutató Intézet egy leányvállalata működött.
1990-ben, a rendszerváltás után a Nemzeti Örökség Bizottság a vár épületét Nemzeti Örökséggé nyilvánította. 1991-ben a leányvállalati státuszból alapítványi fenntartásba került az intézmény. Az alapítvány létrehozásában részt vett a Magyar Vegyipari Szövetség (MAVESZ), Magyarországi Gyógyszergyártók Országos Szövetsége (MAGYOSZ), Magyar Vegyipari Dolgozók Szakszervezeti Szövetsége, és az azóta már megszűnt Nehézvegyipari Kutató Intézet. Az 1997. évi CLVI. törvényben meghatározottak szerint a Veszprém Megyei Bíróság 1998. november 17-én kiemelkedően közhasznú szervezetté nyilvánította a múzeumot és az azt működtető alapítványt.
A múzeumnak otthont adó vár felújítása 2005-ben fejeződött be, miután elkészültek a szerkezeti megerősítések, és az új tető.
Az intézmény jövőbeli fennmaradásának biztosítása miatt a múzeum alapítványa megegyezett az Országos Műszaki Múzeummal,és minisztériumi engedéllyel 2007. augusztus 1-jétől annak külső tagja lett Országos Műszaki Múzeum Vegyészeti Múzeuma néven. Miután ez a és a Közlekedési Múzeum egyesült, a vegyészeti múzeum immáron az új Magyar Műszaki és Közlekedési Múzeum részeként működik azóta is.
A múzeum tárgyi gyűjtemény több mint 11000 db-ból, a könyvtár több mint 19000 kötetből, az általános ipartörténeti dokumentációs gyűjtemény pedig mintegy 47000 dokumentumból áll. Évente 10-15000 látogató keresi fel a múzeumot, ahol a kiállítás során megismerhetik a kémia, a vegyipar és a gyógyszerészet fejlődését a középkori alkimistáktól napjainkig, valamint a híres magyar kutatók életét és munkásságát.
A  múzeum 2001 óta Alkimista tábor néven tudományt népszerűsítő nyári táborokat is szervez diákoknak.